# Astragalus onobrychis
Astragale esparcette
Espèce
Classification APG II (2003)
Statut de conservation UICN

 LC  : Préoccupation mineure
Astragalus onobrychis, l'Astragale esparcette, Fausse esparcette ou Astragale faux-sainfoin, est une espèce de plantes à fleurs de la famille des Fabaceae (légumineuses) du genre Astragalus. C'est un plante herbacée trouvée en Europe et en Asie.

## Description
C'est un plante herbacée vivace haute de 20 à 50 cm, aux fleurs dressées, pourpre bleuâtre, munies de grands étendards et regroupées par 10-20 en grappes allongées. Les feuilles sont composées-pennées, les folioles allongées et écartées les unes des autres.

## Habitats
On trouve la plante dans des pelouses xérophiles et pinèdes continentales claires sur calcaire à une altitude variant de 400 à 1 800 mètres.

## Distribution
L'espèce est trouvée en Europe centrale et méridionale et en Asie occidentale. En France, on la trouve dans les Alpes (Savoie, Dauphiné, Provence), en Ardèche et en Lozère. 